# Andre Begemann
Andre Begemann (Lemgo, Alemanya Occidental, 12 de juliol de 1984) és un tennista professional alemany.
És especialista de dobles, ha arribat al número 36 del rànquing de dobles hi ha acumulat quatre títols de dobles masculins.

## Palmarès

### Dobles masculins: 11 (4−7)
| Llegenda                          |
| --------------------------------- |
| Grand Slams (0−0)                 |
| ATP Finals (0−0)                  |
| ATP World Tour Masters 1000 (0−0) |
| ATP World Tour 500 (0−0)          |
| ATP World Tour 250 (4−7)          |

| Títols per superfície |
| --------------------- |
| Dura (1−4)            |
| Gespa (1−1)           |
| Terra batuda (2−2)    |

| Resultat  | Núm. | Data                   | Torneig                         | Superfície   | Parella         | Oponents                              | Marcador            |
| --------- | ---- | ---------------------- | ------------------------------- | ------------ | --------------- | ------------------------------------- | ------------------- |
| Guanyador | 1.   | 21 d'octubre de 2012   | Viena, Àustria                  | Dura (i)     | Martin Emmrich  | Julian Knowle Filip Polášek           | 6−4, 3−6, [10−4]    |
| Finalista | 1.   | 6 de gener de 2013     | Chennai, Índia                  | Dura         | Martin Emmrich  | Benoît Paire Stanislas Wawrinka       | 2−6, 1−6            |
| Guanyador | 2.   | 25 de maig de 2013     | Düsseldorf, Alemanya            | Terra batuda | Martin Emmrich  | Treat Conrad Huey Dominic Inglot      | 7−5, 6−2            |
| Finalista | 2.   | 22 de juny de 2013     | 's-Hertogenbosch, Països Baixos | Herba        | Martin Emmrich  | Max Mirnyi Horia Tecău                | 3−6, 6−7(4)         |
| Guanyador | 3.   | 15 de juny de 2014     | Halle, Alemanya                 | Gespa        | Julian Knowle   | Marco Chiudinelli Roger Federer       | 1−6, 7−5, [12−10]   |
| Guanyador | 4.   | 27 de juliol de 2014   | Gstaad, Suïssa                  | Terra batuda | Robin Haase     | Rameez Junaid Michal Mertiňák         | 6−3, 6−4            |
| Finalista | 3.   | 19 d'octubre de 2014   | Viena                           | Dura (i)     | Julian Knowle   | Jürgen Melzer Philipp Petzschner      | 6−7(6), 6−4, [7−10] |
| Finalista | 4.   | 27 d'agost de 2016     | Winston-Salem, Estats Units     | Dura         | Leander Paes    | Guillermo García López Henri Kontinen | 6−4, 6−7(6), [8−10] |
| Finalista | 5.   | 25 de setembre de 2016 | Sant Petersburg, Rússia         | Dura (i)     | Leander Paes    | Dominic Inglot Henri Kontinen         | 6−4, 3−6, [10−12]   |
| Finalista | 6.   | 15 d'abril de 2018     | Houston, Estats Units           | Terra batuda | Antonio Šančić  | Max Mirnyi Philipp Oswald             | 7−6(2), 4−6, [9−11] |
| Finalista | 7.   | 18 de juliol de 2021   | Båstad, Suècia                  | Terra batuda | Albano Olivetti | Sander Arends David Pel               | 4−6, 2−6            |

## Trajectòria

### Dobles masculins
| Open d'Austràlia | A   | A   | 1R    | 1R    | 1R    | A   | 1R   | A    | A   | A   | 1R | 0 / 5    | 0 – 5    |
| Roland Garros | A   | A   | 2R    | 3R    | 2R    | A   | 1R   | 1R   | A   | A   | 1R | 0 / 6    | 5 – 6    |
| Wimbledon | A   | 1R  | 2R    | 2R    | 2R    | A   | 1R   | 1R   | A   | NC  | 1R | 0 / 7    | 3 – 7    |
| US Open | A   | A   | 2R    | 1R    | 1R    | 1R  | 1R   | A    | A   | A   |    | 0 / 5    | 1 – 5    |
| Victòries − Derrotes | 0−0 | 4−2 | 22−22 | 28−20 | 17−26 | 7−8 | 8−17 | 7−11 | 2−4 | 2−2 |    | 98 – 115 | 98 – 115 |
| Rànquing a final d'any | 160 | 80  | 49    | 41    | 61    | 106 | 83   | 114  | 109 | 92  |    |          |          |
| Llegenda: G: Guanyador; F: Finalista; SF: Semifinalista; QF: Quarts de final; Q: Qualificació; A: Absent; RR: Round Robin; |     |     |       |       |       |     |      |      |     |     |    |          |          |